# Guilherme Mussi
Guilherme Mussi Ferreira (Curitiba, 14 de outubro de 1982) é um administrador de empresas e político brasileiro, filiado ao Progressistas (PP), atualmente exerce o cargo de deputado federal pelo estado de São Paulo.
Filiado ao Partido Verde (PV), Mussi foi eleito deputado federal por São Paulo em 2010 com 98 702 votos. Em 2011, Mussi deixou o PV e se filiou ao Partido Social Democrático (PSD). Em 2013, Mussi deixou o PSD para ingressar ao Partido Progressista (PP).

## Carreira
Como deputado, votou a favor do processo de impeachment de Dilma Rousseff. Já durante o Governo Michel Temer, votou a favor da PEC do Teto dos Gastos Públicos. Em agosto de 2017 votou contra o processo em que se pedia abertura de investigação do presidente Michel Temer, ajudando a arquivar a denúncia do Ministério Público Federal. Na sessão do dia 25 de outubro de 2017, o deputado, mais uma vez, votou contra o prosseguimento da investigação de Temer, acusado pelos crimes de obstrução de Justiça e organização criminosa. O resultado da votação livrou o Michel Temer de uma investigação por parte do Supremo Tribunal Federal (STF).
Em 2018, Guilherme Mussi foi reeleito com 134 301 votos, recebidos em 535 cidades do Estado de São Paulo. Ao longo de seus mandatos, Guilherme Mussi enviou mais de R$ 280 milhões para 272 municípios do Estado, colaborando em diversas áreas como segurança, saúde, infraestrutura, esportes e lazer, agricultura, meio ambiente, entre outros.
De acordo com o site Métropoles, Guilherme Mussi era, em 20 de novembro, o deputado federal que mais havia faltado ao trabalho em 2017, com 35 faltas não justificadas e 12 justificadas, comparecendo a apenas uma sessão no mês de novembro. O seu número de faltas sem justificativa é correspondente a 34% do total de sessões realizadas ao longo do ano.

## Vida pessoal
Mussi foi casado com Luciana Tranchesi e já namorou Carolina Magalhães, neta de Antônio Carlos Magalhães. Casou-se, em cerimônia discreta, com Rebeca Abravanel, filha do apresentador e empresário Silvio Santos. O casal se separou em maio de 2016.
Em 2020 foi assunto em reportagem do programa Fantástico, da Rede Globo, ao ser acusado por sua vizinha de perturbação do sossego, realizando festas em sua residência mesmo em tempos de quarentena. Os advogados de sua vizinha mostraram que ele já havia sido multado mais de 40 vezes por importunar seus vizinhos em sua residência anterior. Por este fato foi condenado em primeira instância, no ano de 2023,a pagar 20 mil reais para a vizinha. Ao que indica, da decisão cabe recurso. 
Em 2021, iniciou um relacionamento com a atriz Marina Ruy Barbosa. Devido as controvérsias que se envolveu, Guilherme Mussi declarou em julho de 2021 que pretende deixar a política para não afetar a imagem da atriz.